# Lluís Corominas
Lluís Maria Corominas i Díaz (Castellar del Vallés, 14 de febrero de 1963) es un político español de Convergència Democràtica de Catalunya. Fue vicepresidente primero del Parlamento de Cataluña entre el 22 de octubre de 2015 y el 25 de julio de 2017.

## Biografía
Nació en 1963 en el municipio de Castellar del Vallés de la comarca del Vallés Occidental (provincia de Barcelona, España). Es padre de dos hijas. Se licenció en derecho por la Universidad Autónoma de Barcelona y es diplomado en Función Gerencial de las Administraciones Públicas (FGAP) por ESADE. 
Durante diez años ejerció la profesión libre de abogado en el bufete fundado por sí mismo y a la vez, jugaba y entrenaba en un equipo municipal de baloncesto.

## Política
Su actividad política se inició como alcalde de Castellar del Vallés (1992-2004) substituido por Montse Gatell. Ha ocupado diferentes responsabilidades, entre ellas las de Vicepresidente del Consell Comarcal del Vallès Occidental, Vicepresidente del Fondo Catalán de Cooperación y Desarrollo, Secretario de la Asociación Catalana de Municipios, miembro del Consejo Rector del Instituto Cartográfico de Cataluña y miembro del Patronato de la Fundación Trias Fargas. 
Fue militante de Convergencia Democrática de Cataluña (CDC). Dentro de la formación ha ocupado diferentes responsabilidades como la de Secretario de Organización, Vicesecretario de Territorio, Secretario Ejecutivo de Territorio, Militancia y Acción Municipal y Vicesecretario General de Coordinación Institucional. Actualmente es asociado y consejero nacional del Partido Demócrata Europeo catalán (PDECAT)
Fue elegido diputado al Parlamento de Cataluña el año 2003 (VII Legislatura) y reelegido en la VIII, IX, X y XII legislaturas, en las elecciones 2006, 2010, 2012 y 2015. Ha sido ponente de diferentes leyes como la de la Oficina Antifraude de Cataluña (OAC), la del Área Metropolitana de Barcelona, la de Organización Territorial y la de Transparencia, entre otras. En 2008 substituyó a Ramon Camp i Batalla en la Vicepresidencia Segunda del Parlamento. En el inicio de la IX legislatura fue elegido Vicepresidente Primero del Parlamento. El 17 de diciembre de 2012 fue elegido Vicepresidente Segundo de la Cámara catalana cuando se constituyó el Parlamento de la X legislatura, y el 26 de octubre de 2015 volvió a ser elegido vicepresidente Primero en la XI legislatura.

## Causa judicial
El Tribunal Supremo ha admitido a trámite el  martes 31 de octubre de 2017,  la querella presentada por la Fiscalía por rebelión, sedición y malversación  contra  cinco exmiembros de la Mesa del Parlamento de Cataluña, Carme Forcadell (expresidenta del Parlamento), Lluís Corominas, Anna Simó, Lluís Guinó, Ramona Barrufet, y contra el secretario Joan Josep Nuet, por participar en el denominado procés y la declaración unilateral de independencia, a través de un procedimiento de urgencia que fue declarado nulo por el Tribunal Constitucional, vulnerando en dicho acto los derechos de participación de los partidos políticos de la oposición y falseando la publicación de dicho Proyecto, ya que el secretario general del Parlamento se negó a tramitarlo por inconstitucional. El Supremo (TS), ha designado como instructor de la misma al magistrado Pablo Llarena, que cita a los querellados para tomarles declaración los próximos días 2 y 3 de noviembre de 2017 a partir de las 9.30 de la mañana. 